# 蓋普福德 (加利福尼亞州)
蓋普福德（英語：Gepford）是位於美國加利福尼亞州金斯縣的一個非建制地區。該地的面積和人口皆未知。

## 地理
蓋普福德的座標為36°23′54″N 119°48′33″W / 36.39833°N 119.80917°W，而該地的平均海拔高度為73米（即239英尺）。